# نايجل روجرز
نايجل روجرز (بالإنجليزية: Nigel Rogers)‏ هو معلم موسيقى ومغني أوبرا ومغني بريطاني، ولد في 21 مارس 1935 في تلفورد وريكين ‏ في المملكة المتحدة.

## وصلات خارجية
- نايجل روجرز على موقع ميوزك برينز (الإنجليزية)
- نايجل روجرز على موقع أول ميوزيك (الإنجليزية)
- نايجل روجرز على موقع ديسكوغز (الإنجليزية)